# Chapelle Notre-Dame-du-Marché (Jodoigne)
La chapelle Notre-Dame-du-Marché est une chapelle catholique de style gothique située à Jodoigne, commune de la province du Brabant wallon en Belgique, connue pour son clocher tors.
Édifiée et consacrée au milieu du XIVe siècle, elle subit de nombreuses transformations. À la suite de son classement au patrimoine wallon (1958) et d'une rénovation complète, elle a aujourd'hui une double fonction de lieu de culte et de lieu d'activités culturelles. 

## Historique
L'église paroissiale Saint-Médard se trouve hors les murs de la ville et éloignée du centre. Aussi, durant la première moitié du XIVe siècle, les bourgeois et les confréries de métiers de la ville demandent-ils au duc de Brabant l’autorisation de construire un lieu de culte au centre de la ville même.
Une grande chapelle est édifiée. Elle est consacrée à Notre-Dame le 12 août 1353,.
Ravagée par un incendie en 1632, elle est reconstruite l’année suivante, tout en étant remaniée et adaptée aux besoins de l‘époque. Le retable de Notre-Dame du Rosaire est alors installé au-dessus de l'autel principal. Des aménagements intérieurs sont encore entrepris en 1770.

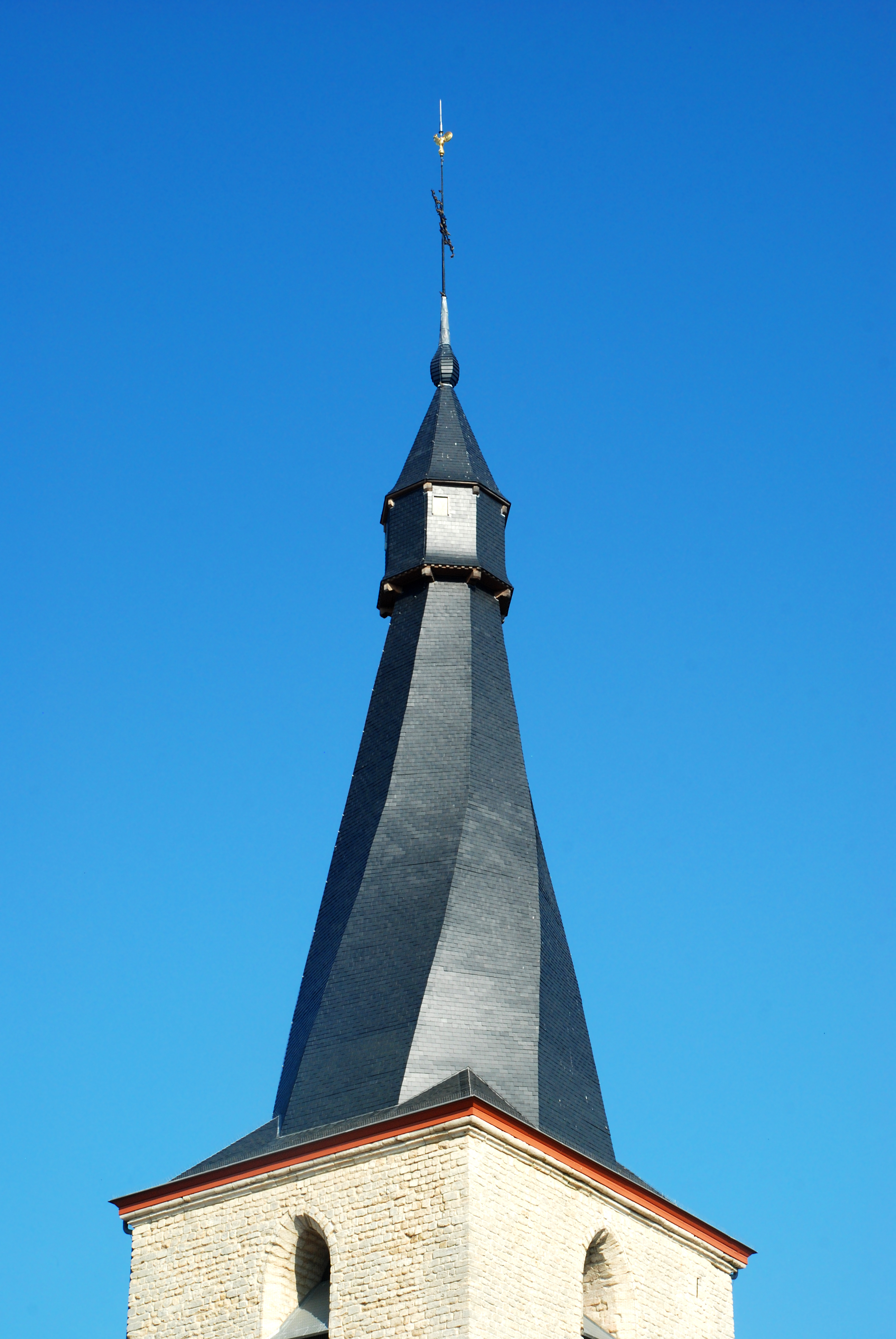
Le clocher tors.

Elle fait l'objet d'un classement au titre des monuments historiques depuis le 24 décembre 1958. Dans le cadre d'une nouvelle et urgente restauration à faire au début du XXIe siècle, une convention est signée (2001) entre la ville et la fabrique d'Église de la chapelle, prévoyant l’utilisation des lieux pour des activités culturelles, tout en gardant à l’édifice son caractère religieux. 
La restauration s'achève en 2011. Depuis lors, le chœur de la chapelle est encore sacré et accueille une messe tous les jeudis matin tandis que la nef est dédiée à la vie culturelle de la ville.

## Architecture
Faite d'une seule nef, sans transept, s'achevant en un sanctuaire semi-circulaire, la chapelle est précédée d'un narthex surmonté d'une haute tour carrée en pierre de Gobertange de quatre niveaux séparés par des cordons-larmiers et se terminant en un clocher tors couvert d'ardoises. 
Le portail d'entrée avec arc ogival, de même que les fenêtres ogivales du sanctuaire et de la nef, rappellent le caractère gothique original de la chapelle. 
Le rez-de-chaussée de la tour (narthex) est percé d'un beau portail surmonté d'un arc en anse de panier et d'une baie ogivale ornée d'un vitrail au remplage élégant. Le premier étage est percé d'une baie ogivale, tandis que le dernier, juste sous la flèche torse, est percé sur chaque face d'une baie campanaire dotée d'abat-sons.

## Patrimoine
- Le maître-autel, qui date du XVIIIe siècle, est dédié à Notre-Dame du Rosaire. Il est surmonté d’un retable où l’on voit la Vierge Marie entourée d’une couronne de quinze médaillons illustrant les quinze mystères (joyeux, douloureux et glorieux) de sa vie. À gauche et droite : deux autels secondaires dont l’un est dédié à Saint Roch.
- Un imposant sarcophage avec gisants du seigneur Winand de Glymes (+1668) et de son épouse Michelle de Yederghem (+1671) se trouvait dans la nef. Il a été transféré dans une pièce latérale.
- Chaire de vérité et confessionnaux (XVIIe siècle) ont été transférés dans la Chapelle à l’arbre de Jodoigne